# エドワーズ・ピアポント

エドワーズ・ピアポント

エドワーズ・ピアポント（Edwards Pierrepont, 1817年3月4日 - 1892年3月6日）は、アメリカ合衆国の法律家、外交官、政治家。1875年から1876年までユリシーズ・グラント大統領の下で第33代アメリカ合衆国司法長官を務めた。

## 生い立ちと初期の経歴
1817年3月4日、ピアポントはコネチカット州ノースヘイブンにおいて誕生した。ピアポントはニューヘイブンのイェール大学を1837年に卒業し、ニューヘイブン法科大学院で法律を学んだ。ピアポントは1840年にオハイオ州コロンバスで弁護士として認可を受けた。ピアポントはイェール大学においてわずかな期間、準講師を務めた。ピアポントはその後、コロンバス市内で1845年まで弁護士業を営んだ。
ピアポントは1845年にニューヨークへ移り、弁護士業を継続した。1857年、ピアポントはニューヨーク州高位裁判所の判事として任命を受けた。ピアポントは1860年まで判事を務めた。

## 南北戦争
南北戦争中の1862年、ピアポントは軍法委員会のメンバーとなり、連邦政府の軍当局が収監する国事犯の扱いについて議論した。
またピアポントは寄付を募り、境界州における北部の影響力の維持を試みた。ピアポントはかつて民主党と提携していたが、1850年代末からは共和党を支持するようになった。1860年の大統領選挙ではエイブラハム・リンカーンを支持し、戦後もアンドリュー・ジョンソンのレコンストラクション政策を支持し続けた。
1867年、ピアポントは連邦政府の要請により、リンカーン大統領暗殺に加担したとして起訴されたジョン・スラットの調査を行った。スラットは最終的に、無罪放免となった。また同年、ピアポントはニューヨーク州憲法制定会議のメンバーとなった。

## 司法長官
1868年、民主党が大統領候補としてホレイショ・シーモアを指名すると、ピアポントは民主党を離れた。ピアポントは共和党のユリシーズ・グラント候補を支持した。大統領にはグラントが選出された。選挙後、ピアポントはニューヨーク南部地区担当の連邦検察官に任ぜられた。ピアポントはこの職を1870年まで務めた。ピアポントは続いて、いわゆる70年委員会のメンバーとなり、ニューヨークにおけるタマニー協会会長ウィリアム・ツィードの汚職事件の調査を行った。ピアポントはツィードと民主党との癒着について追求し、1871年10月にツィードの逮捕にこぎつけた。1873年、ピアポントはグラント大統領から駐ロシア公使に指名された。だがピアポントは、ツィードの汚職調査はまだ終わっていないと述べ、公使への就任を辞退した。
1875年4月、ピアポントはグラント大統領から司法長官に指名された。ピアポントは1875年5月から1876年5月まで司法長官を務め、前任のジョージ・ヘンリー・ウィリアムズの政策を継承した。ピアポントは南部に対する公民権の実質的発効を猶予するというウィリアムズの方針を維持し、黒人に対する不当な暴力問題を総じて無視した。ピアポントは南北戦争により失ったアメリカの国際的な経済影響力や政治影響力の回復に重点を置いた。
ピアポントは在任中、環境問題や犯罪者の身柄引き渡しに関する問題を扱い、国際法の発展に寄与した。またウイスキー汚職事件の調査にも関与し、捜査および起訴を主導したベンジャミン・ブリストウ財務長官を全面的に支援した。

## 駐イギリス公使
1876年5月22日、ピアポントは駐イギリス公使として指名を受けた。ピアポントは1876年7月11日に信任状を奉呈し、1877年12月22日に召還されるまで公使職を務めた。
ピアポントの着任以前、イギリス王室はアメリカの大統領や使節に対する特別な待遇をしていなかった。1877年にグラント大統領がロンドンを訪れた際、ピアポントはイギリス王室に対し、グラント大統領をヨーロッパの国王や国家元首と同等に扱うよう働きかけ、それを認めさせた。ヨーロッパの他国は間もなく、イギリス王室の決定に追随した。

## 晩年
ピアポントはロンドンにおいて、公使としての仕事とは独立に、イギリスの金融制度に関する仕事を扱った。ピアポントは帰国後、アメリカの金融制度と国際金融制度を比較したいくつかの著書を執筆した。その中で、1887年に執筆した論文は、議論を引き起こした。ピアポントはその論文において、共通の通貨政策を制定する国際条約が必要であり、当時一般的であった金本位制ではなく銀本位制を導入すべきであると結論付けた。
晩年、ピアポントはイェール大学、コロンビア大学、オックスフォード大学から複数の名誉博士号を贈られた。1892年3月6日、ピアポントはニューヨーク市内において死去した。ピアポントの遺体はニューヨーク州パットナム郡のガリソンにあるセントフィリップ墓地に埋葬された。